# Liquorilactobacillus
Liquorilactobacillus — рід молочнокислих бактерій родини Lactobacillaceae. Виділений у 2020 році з роду Lactobacillus. Містить 13 видів.

## Етимологія
Назва роду походить з латинського liquor — «рідина», та роду Lactobacillus. Назву можна довільно перекласти як «молочнокисла бактерія з рідини», оскільки більшість видів роду ізолюють з різних рідин — вода, рослинний сік, алкогольні напої.

## Види
- Liquorilactobacillus aquaticus (Mañes-Lázaro et al. 2009)
- Liquorilactobacillus cacaonum (De Bruyne et al. 2009)
- Liquorilactobacillus capillatus (Chao et al. 2008)
- Liquorilactobacillus ghanensis (Nielsen et al. 2007)
- Liquorilactobacillus hordei (Rouse et al. 2008)
- Liquorilactobacillus mali (Carr and Davies 1970)
- Liquorilactobacillus nagelii (Edwards et al. 2000)
- Liquorilactobacillus oeni (Mañes-Lázaro et al. 2009)
- Liquorilactobacillus satsumensis (Endo and Okada 2005)
- Liquorilactobacillus sicerae (Puertas et al. 2014)
- Liquorilactobacillus sucicola (Irisawa and Okada 2009)
- Liquorilactobacillus uvarum (Mañes-Lázaro et al. 2009)
- Liquorilactobacillus vini (Rodas et al. 2006)